# Villefranche-sur-Saône
Villefranche-sur-Saône is een gemeente in het Franse departement Rhône (regio Auvergne-Rhône-Alpes). De gemeente telde 36.224 inwoners op 1 januari 2022. De plaats is de onderprefectuur van het arrondissement Villefranche-sur-Saône.
De inwoners van Villefranche-sur-Saône worden caladois(es) genoemd.

## Geschiedenis
Villefranche werd gesticht in 1140 door Humbert III van Beaujeu in een moerassig gebied bij de Saône. De stichting van de stad kaderde in zijn machtsstrijd met de aartsbisschoppen van Lyon. Ook economische motieven speelden mee, want Villefranche op een kruispunt van handelswegen was beter gesitueerd dan Beaujeu om uit te groeien tot een marktplaats en economisch centrum in Beaujolais. In de 12e eeuw werd begonnen met de bouw van de kapittelkerk Notre-Dame des Marais en in de volgende eeuw werd de kerk nog vergroot. Om inwoners te lokken verleende de heer van Beaujeu privileges en vrijstellingen van belastingen. In 1260 verleende Guichard V van Beaujeu een stadscharter aan Villefranche en in 1370 kregen de inwoners van Antoine van Beaujeu het recht om vier schepenen/consuls te verkiezen.
Door haar befaamde markt stak Villefranche al snel Beaujeu naar de kroon. Er ontstond textielnijverheid in de stad en in de 16e eeuw bouwden de burgers van Villefranche rijke huizen in renaissancestijl.
Na de Franse Revolutie werden de stadsmuren afgebroken. Er kwamen textielindustrie, metaalnijverheid en voedingsindustrie in de stad. Befaamde industriëlen waren Joannès Sabot, Victor Vermorel en Léon Jacquemaire. In 1853 werden de voormalige gemeenten Béligny en Ouilly aangehecht. In 1854 werd het treinstation op de lijn Parijs-Lyon geopend.
Vanaf de jaren 1980 heeft de gemeente sterk ingezet op de ontwikkeling van het toerisme.

## Geografie
De oppervlakte van Villefranche-sur-Saône bedroeg op 1 januari 2022 9,48 vierkante kilometer; de bevolkingsdichtheid was toen 3.821,1 inwoners per km².
De gemeente ligt aan de Saône. De Morgon stroomt door de gemeente en mondt er uit in de Saône.
De onderstaande kaart toont de ligging van Villefranche-sur-Saône met de belangrijkste infrastructuur en aangrenzende gemeenten.

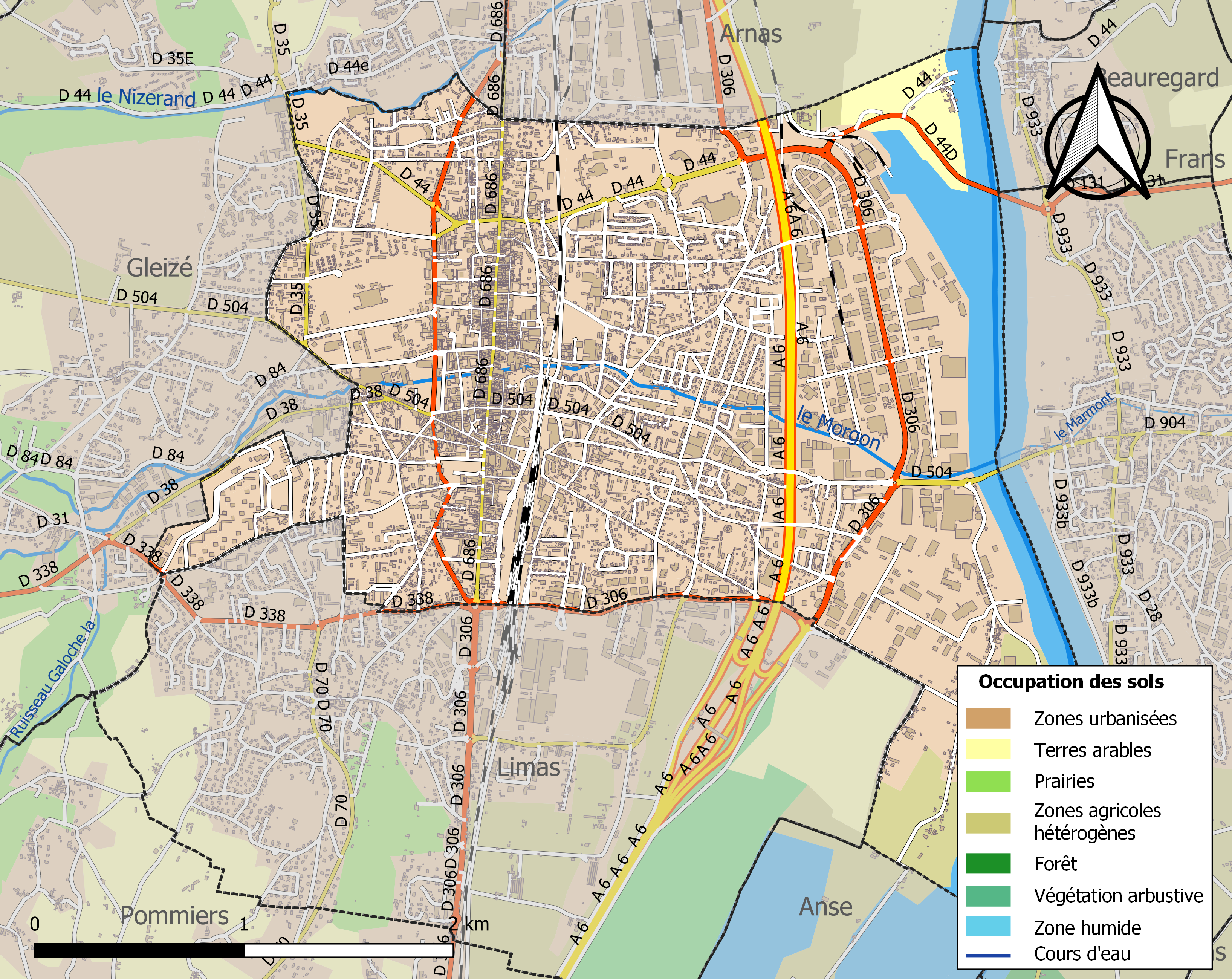

## Verkeer en vervoer
In de gemeente ligt spoorwegstation Villefranche-sur-Saône.
De autosnelweg A6 loopt door de gemeente.

## Demografie
Onderstaande figuur toont het verloop van het inwonertal (bron: INSEE-tellingen).

## Cultuur en bezienswaardigheden
Elk jaar in januari is er een Fête des conscrits (feest van dienstplichtigen).
- Musée des Conscrits
- Musée Paul Dini, gemeentelijk museum gevestigd in de Halle Grenette met een collectie van moderne schilderkunst
- Collégiale Notre-Dame des Marais
- Hôtel-Dieu
- stadscentrum met renaissancehuizen
- Maison Vermorel (1909), voormalige woning van uitvinder en industrieel Victor Vermorel, in 2007 verworven door de gemeente

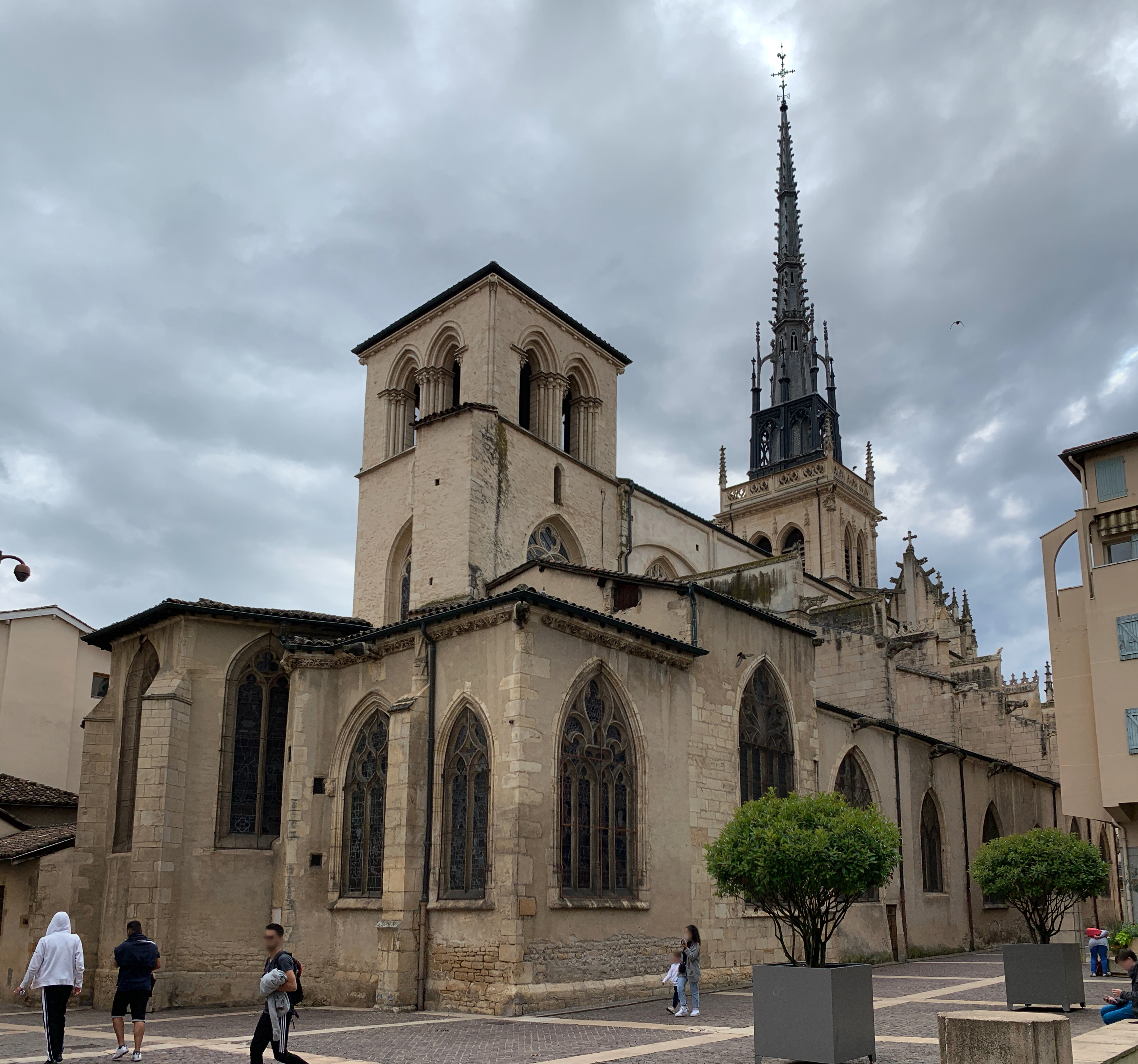
Kapittelkerk Notre-Dame des Marais
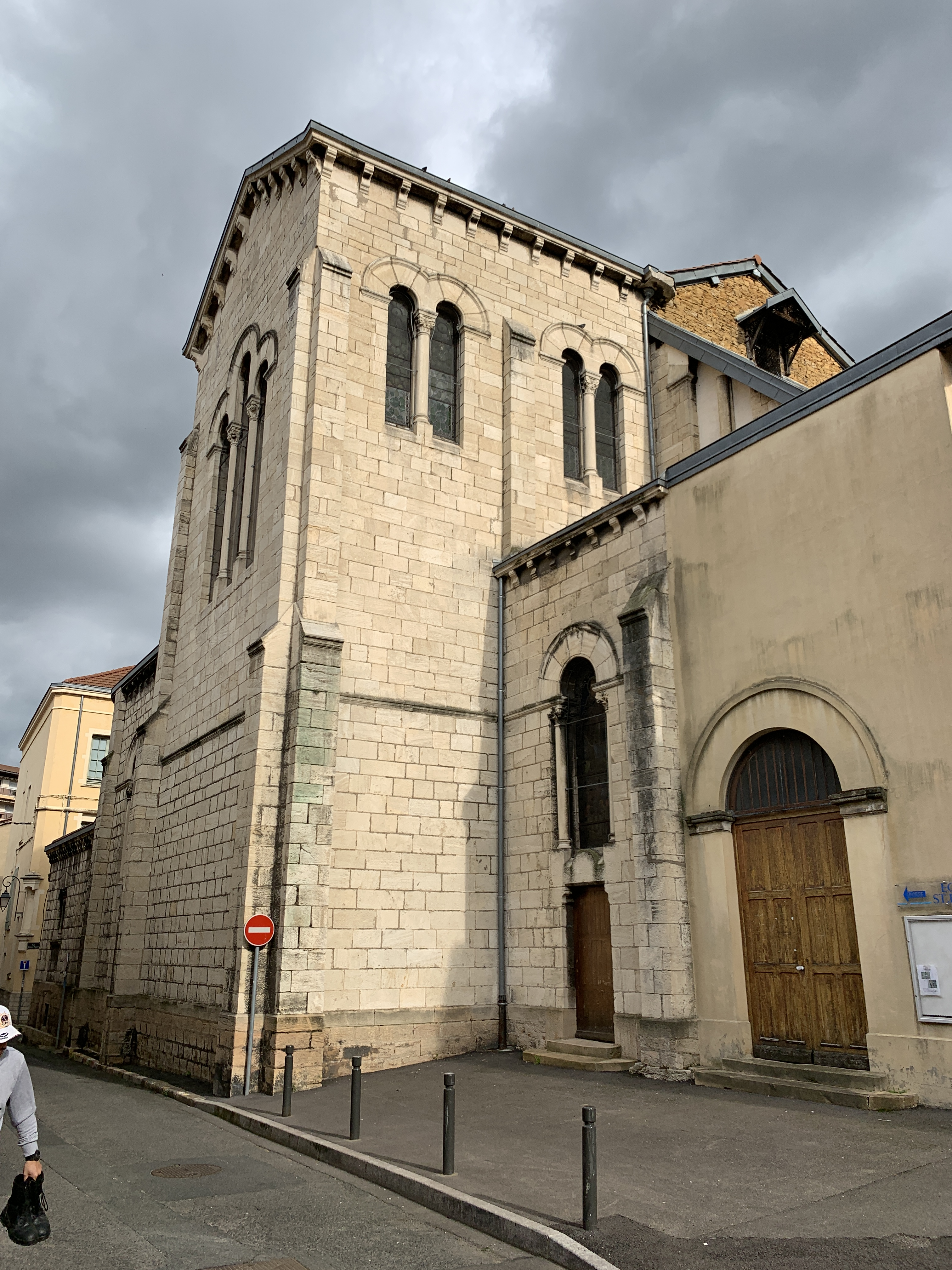
Kerk Saint-Pierre
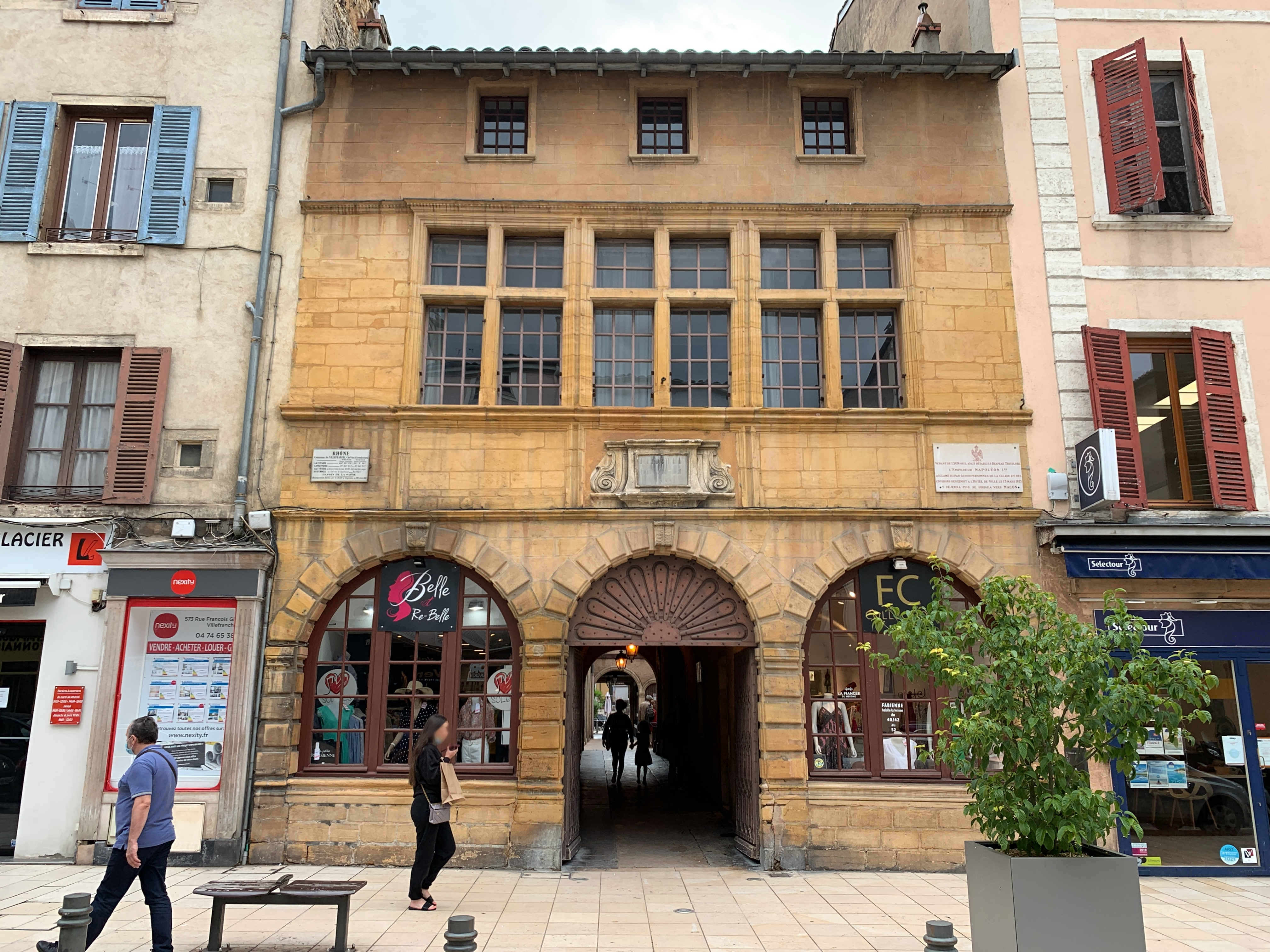
Voormalig gemeentehuis
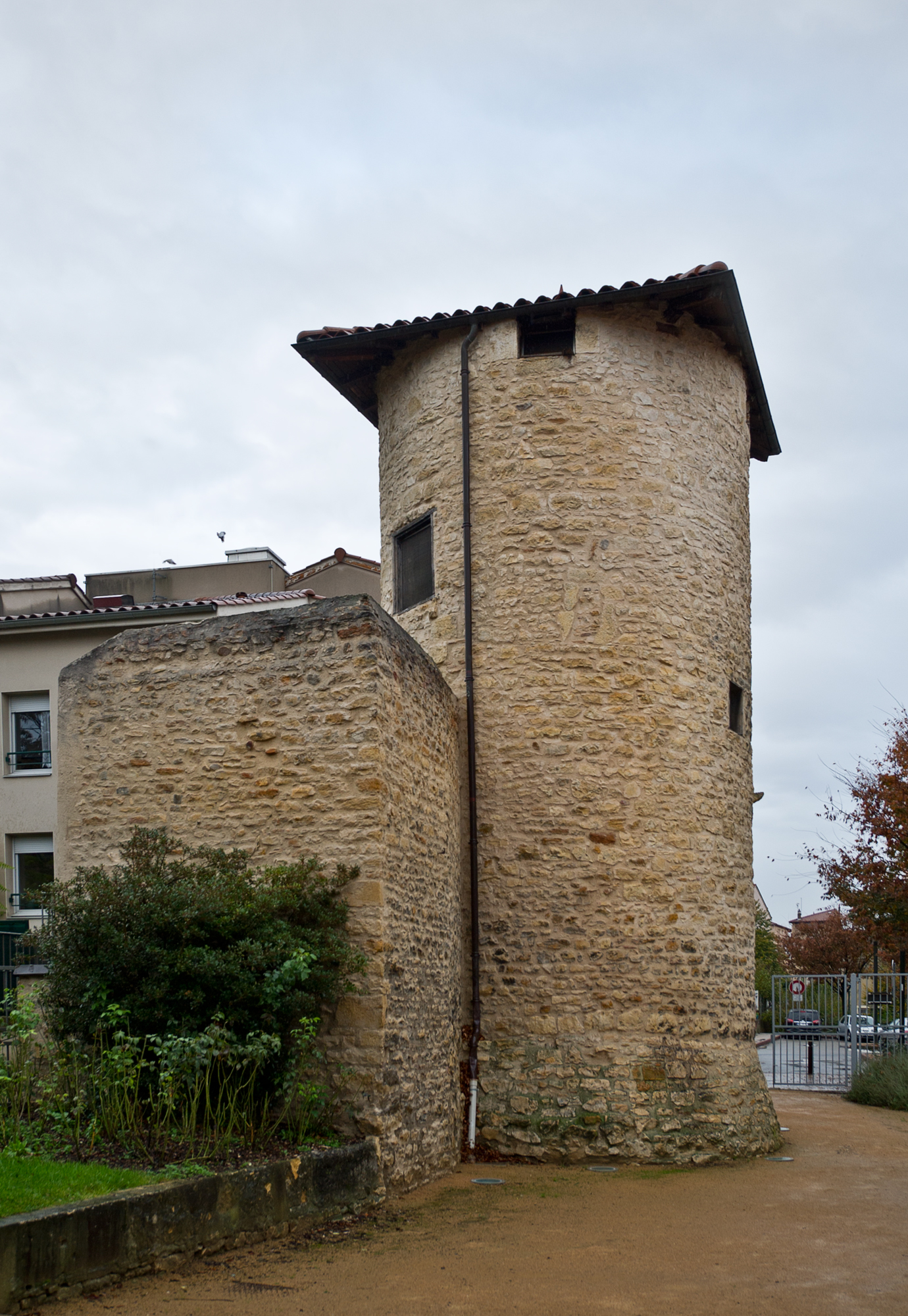
Oude stadsmuur
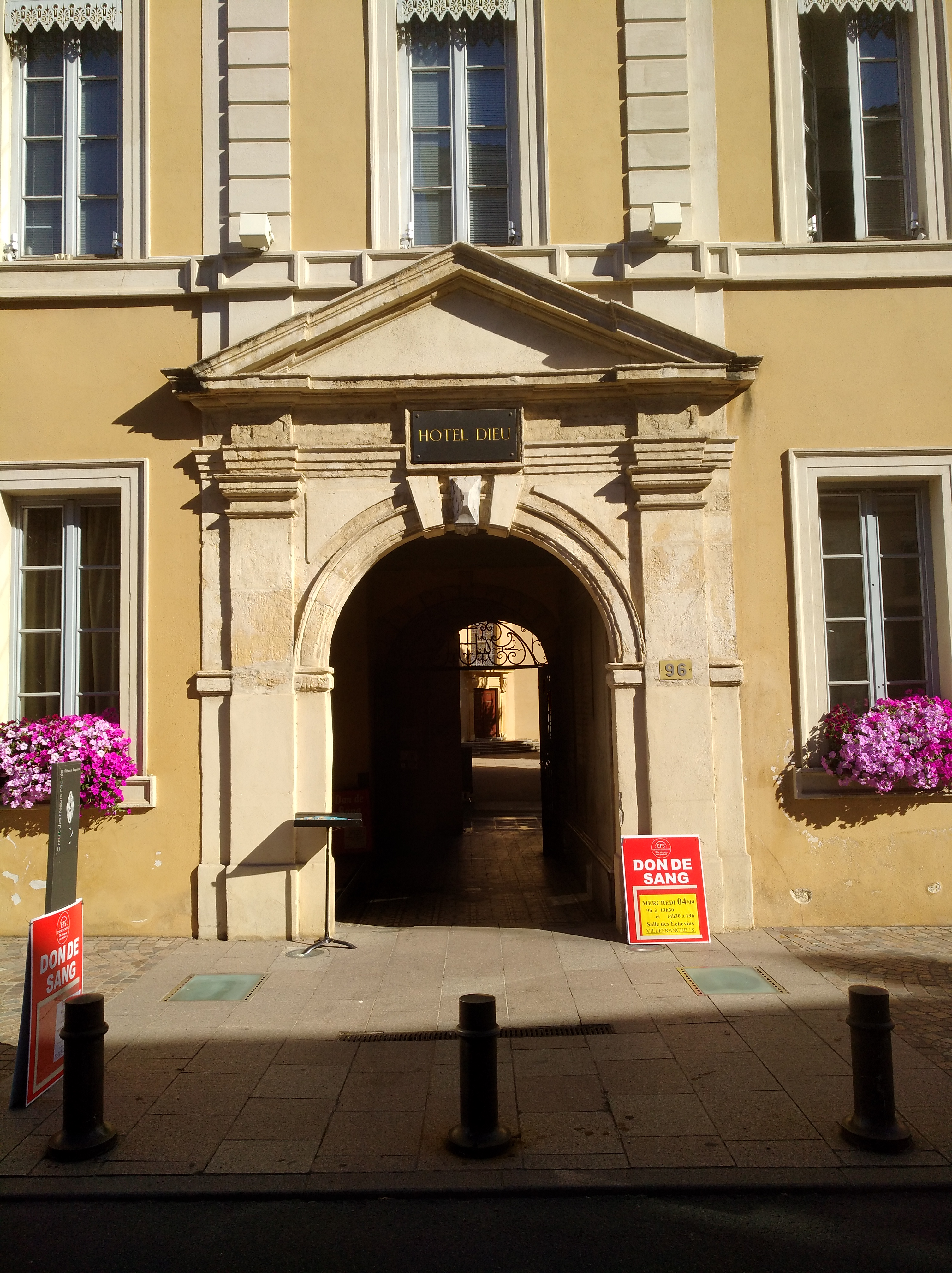
Hôtel-Dieu
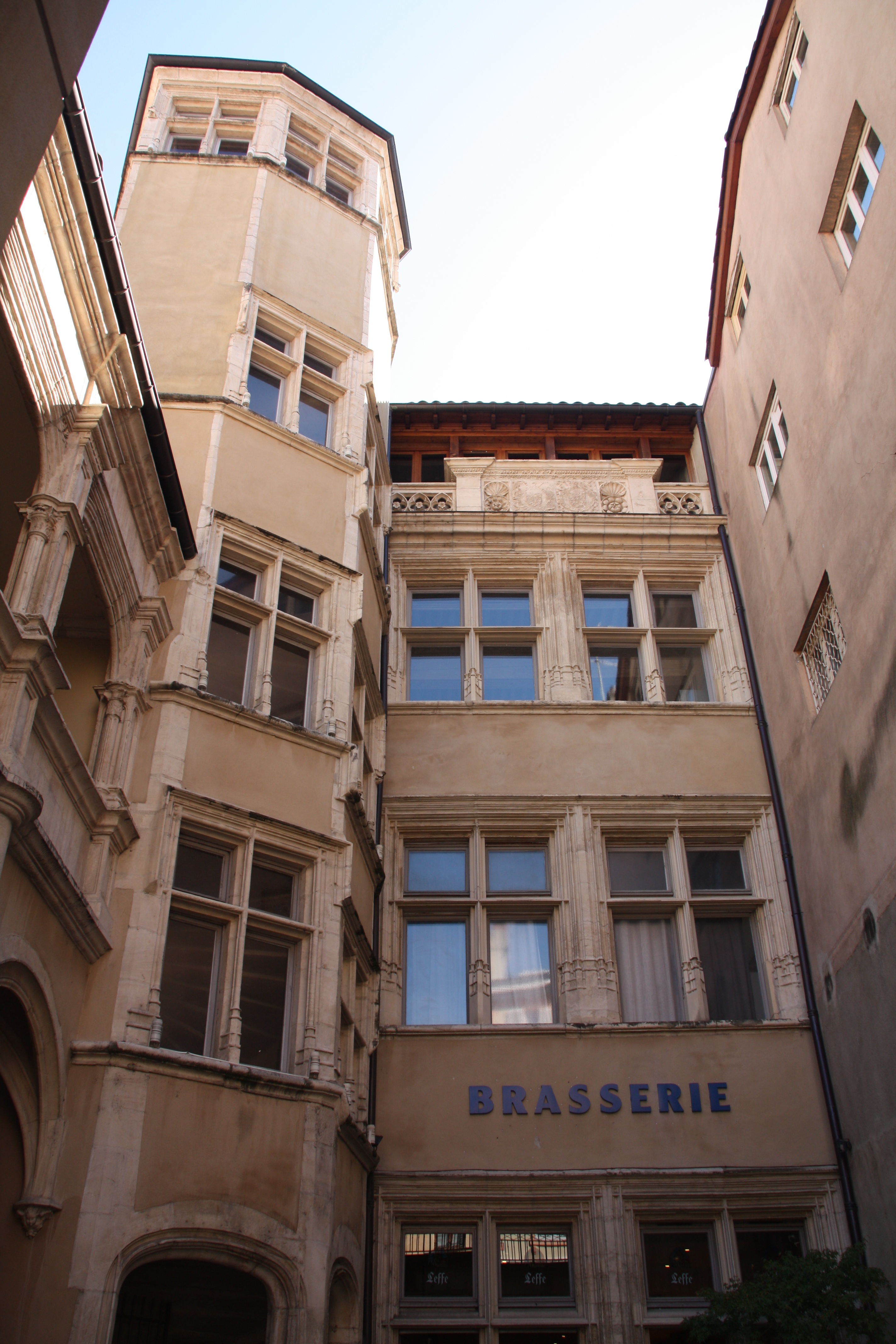
Maison de l'Italien
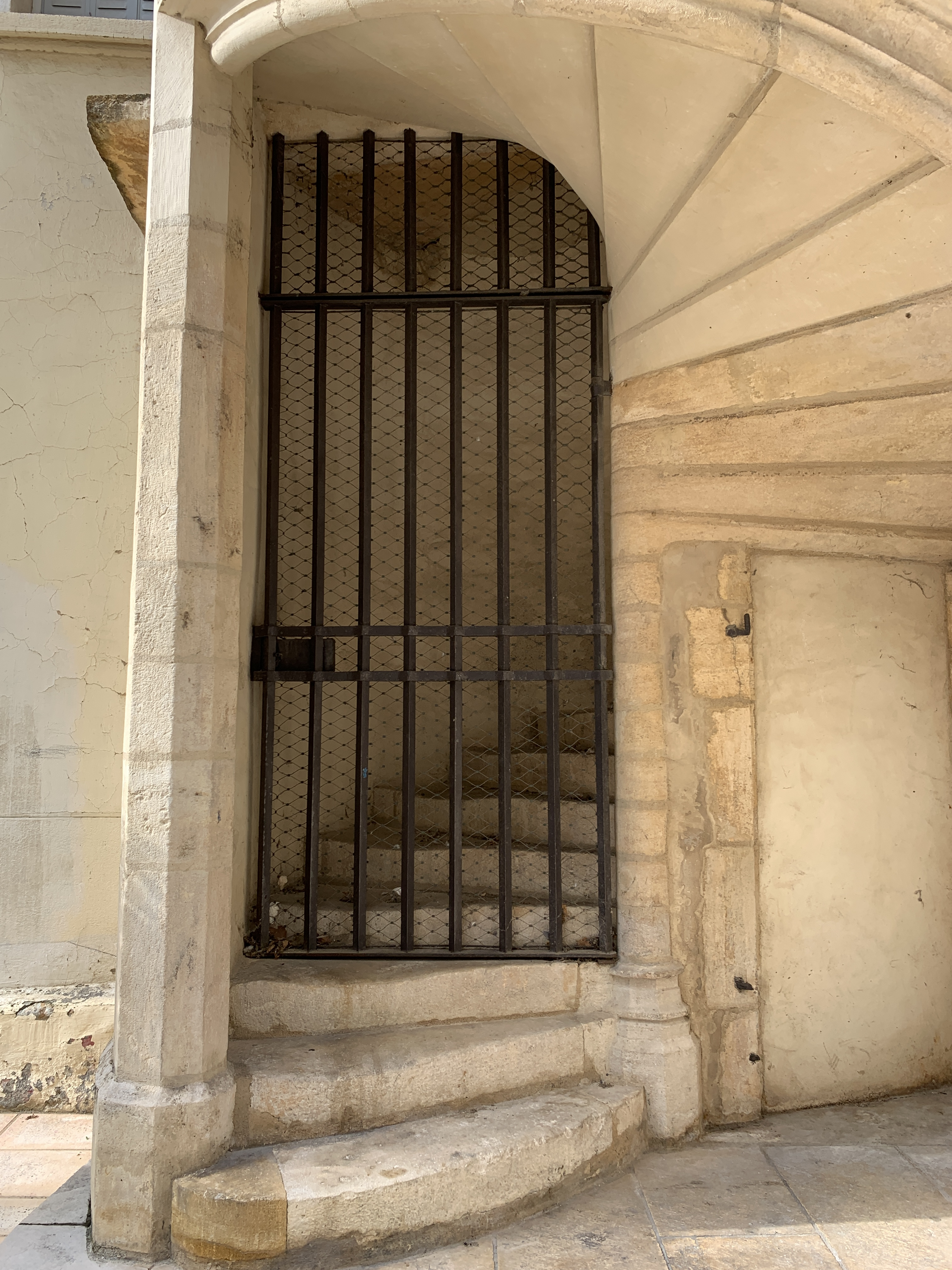
Renaissancehuis in de Rue Grenette
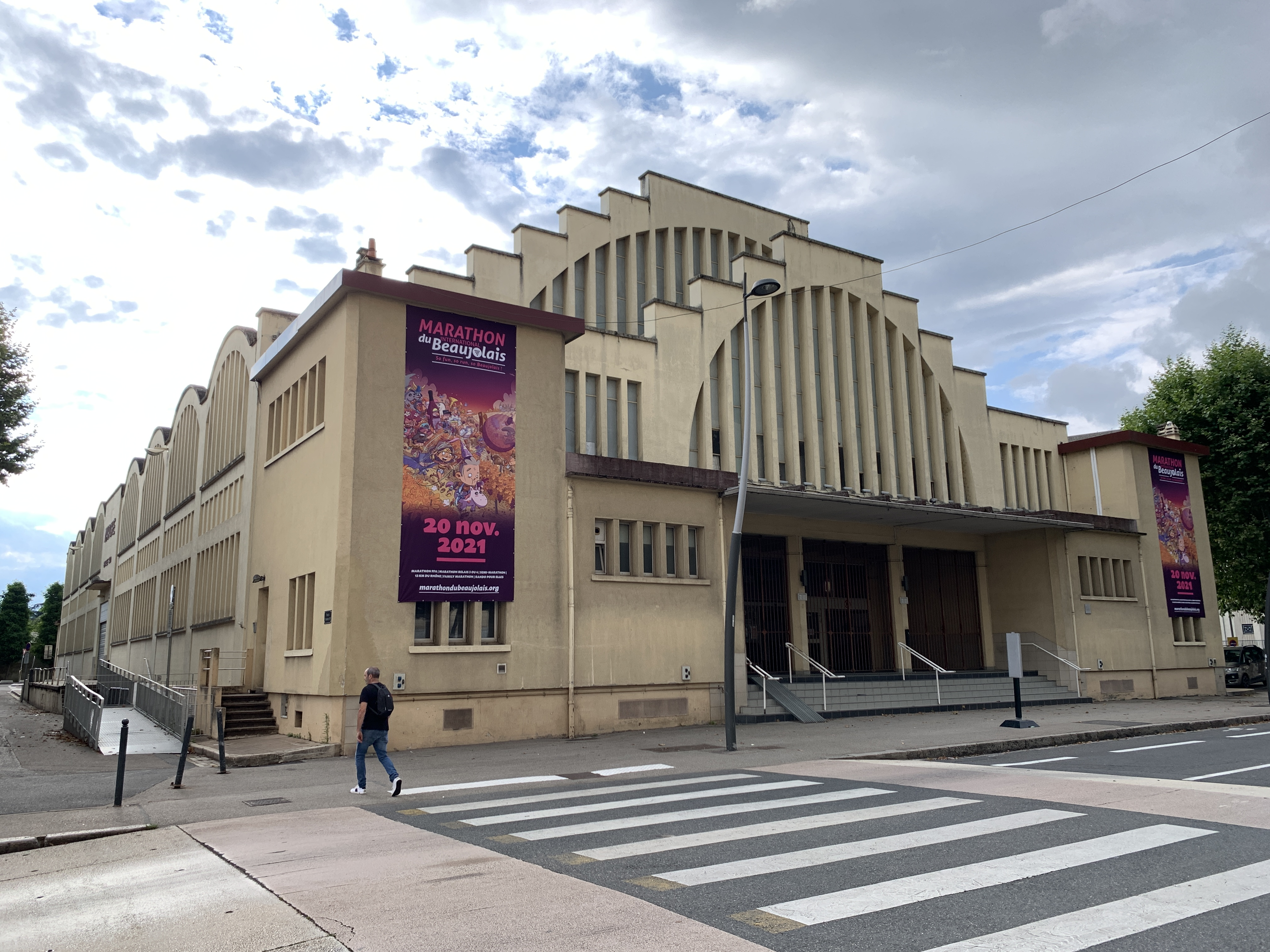
Overdekte markt

## Sport
Villefranche-sur-Saône was één keer etappeplaats in de wielerkoers Ronde van Frankrijk. In 1984 eindigden er twee etappes in Villefranche-sur-Saône. Deze ritten werden gewonnen door de Belg Frank Hoste en Fransman Laurent Fignon.

## Geboren
- François Picard (1921-1996), coureur
- Thierry Laurent (1966), wielrenner
- Frédéric Bessy (1972), wielrenner
- Gaël Morel (1972), filmregisseur, scenarioschrijver en acteur
- Coralie Clément (1982), zangeres
- Cyril Bessy (1986), wielrenner
- Jérémie Pignard (1987), voetbalscheidsrechter